# 五木食品
五木食品株式会社（いつきしょくひん）は、熊本県熊本市に本社を置く日本の食品加工会社。社名は熊本県球磨郡五木村の民謡『五木の子守唄』に由来。

## 概要
熊本県を中心に商品を販売しており、地元では「アベックラーメン」（2食入りの棒ラーメン）のブランドで親しまれている。自社独自のL&L麺といった製法で、インスタントラーメン以外にもうどん、そば、ナポリタンなど様々な商品を作り出している。
創業時より大々的なCM戦略は行わず消費者による口コミなどで業績を伸ばしていたが、2000年代以降は各地に営業所を設置し全国進出を図り、ローソンストア100・キャンドゥをはじめとした100円ショップやスーパーマーケット、ドン・キホーテなどのディスカウントストアでも販売される様になった。また、「アベックラーメン」など商品の一部が東京・銀座にある熊本県のアンテナショップ「銀座熊本館」でも販売されている。
通信販売も手がけており、多数の商品を通信販売している。また単品での注文や、贈答用に便利なセット商品も数多く用意されている。
2012年以降は熊本県のサプライズキャラクター『くまモン』を起用したパッケージの商品販売に力を入れている。台湾では、南投市の 興霖食品股份有限公司 という会社が「五木(Wumu)」のロゴと乳児を背負った女性の酷似する商標で乾麺やゼリーなどのインスタント食品を販売しているが、五木食品とは無関係である。創業は、五木食品が100年以上早い。

## 沿革
- 1878年（明治11年） - 山住屋として熊本市古桶屋町で創業
- 1936年（昭和11年） - 合名会社住尾善吉商店を設立
- 1954年（昭和29年） - 熊本そばをハワイへ輸出開始
- 1963年（昭和38年） - 住尾製麺株式会社を設立
- 1987年（昭和62年） - 本社を下益城郡城南町大字坂野（現在の熊本市南区城南町坂野）に移転
- 1996年（平成8年） - 現在の社名に変更
- 2001年（平成13年） - 大阪営業所（現・大阪支店）を開設
- 2002年（平成14年） - 東京営業所（現・東京支店）を開設
- 2008年（平成20年） - ネット通販開始
- 2009年（平成21年） - 福岡営業所（現・福岡支店）、広島営業所を開設
- 2010年（平成22年） - 名古屋営業所を開設
- 2010年（平成22年） -長野県塩尻市　有限会社各務製粉（おやき工房旬菜花）を吸収合併し、グループ会社にする。
- 2016年（平成28年） - 熊本地震で工場の生産ラインが破損
- 2019年（令和元年） - 熊本県荒尾市の高森興産株式会社を吸収合併、同社の工場を荒尾工場とし、『タカモリ』および『Takamori』ブランドの商品は荒尾工場製造分のみ継続使用する

## 事業所
| 事業所                  | 所在地                                                         |
| ----------------------- | -------------------------------------------------------------- |
| 本社・工場              | 〒861-4201 熊本県熊本市南区城南町坂野 945                      |
| 荒尾工場 （旧高森興産） | 〒864-8501 熊本県荒尾市増永字君郷2800番地の2                   |
| 東京支店                | 〒103-0014 東京都中央区日本橋蛎殻町1-2-1 リーラック第一ビル1階 |
| 大阪支店                | 〒564-0062 大阪府吹田市垂水町3-4-27 山本ビル5階                |
| 福岡支店                | 〒812-0016 福岡県福岡市博多区博多駅南3-12-28 第7西田ビル1階    |
| 名古屋営業所            | 〒460-0022 愛知県名古屋市中区金山1-9-19 ミズノビル8階          |
| 広島営業所              | 〒733-0842 広島県広島市西区井口4-5-15 井口FLATS 1階            |

## グループ会社
- 有限会社各務製粉・おやき工房旬菜花（長野県塩尻市）
- 上海山住商貿有限公司（中華人民共和国上海市）

## 主な製品

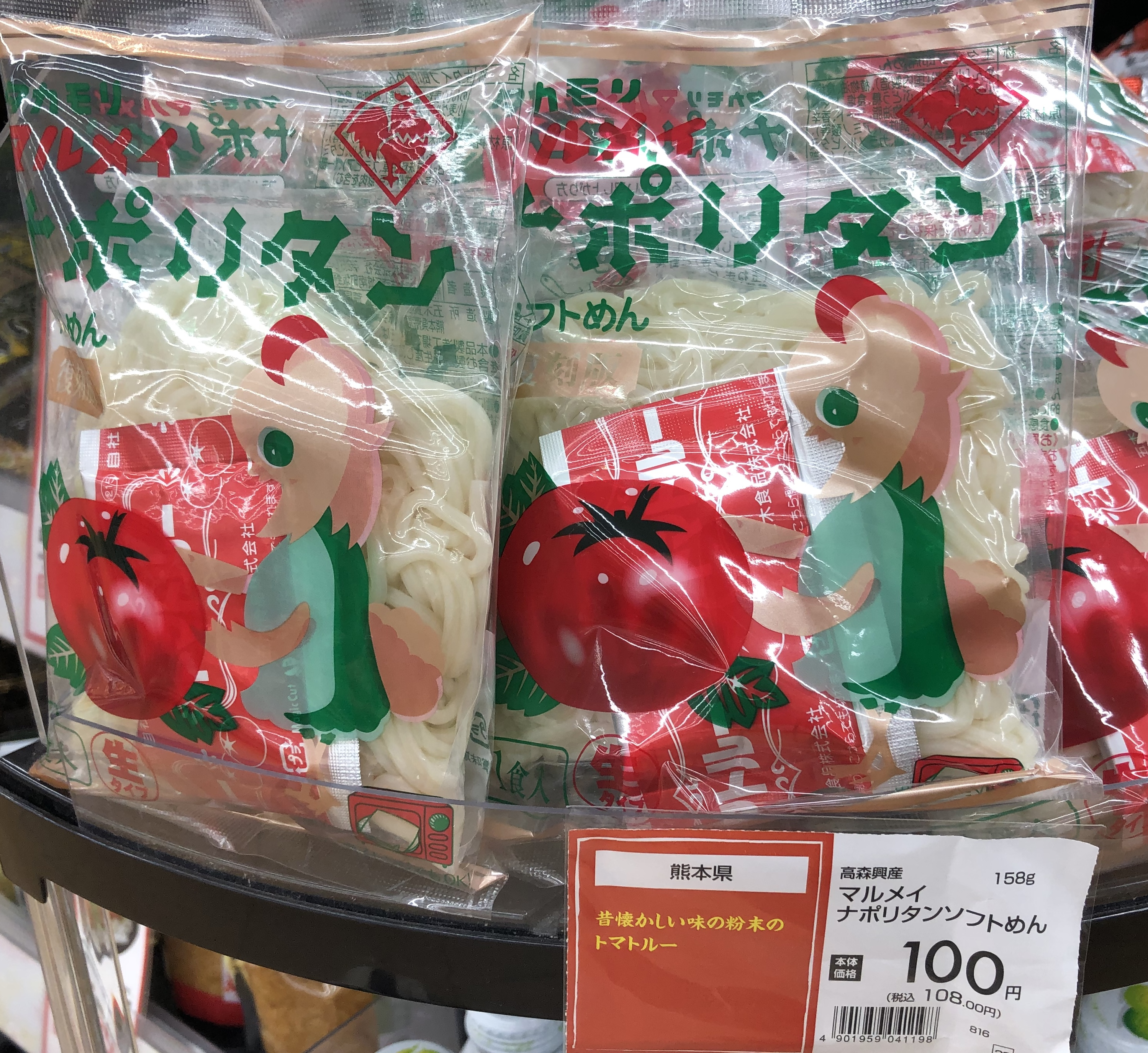
マルメイ ナポリタン ソフトめん

品目は大きく分け、乾麺、半生麺、LL麺からなる。元は吸収合併した高森興産の商品だった為荒尾工場(旧：高森興産)で製造。タカモリブランドで発売。
- マルメイ タラコ ソフトめん

上の「マルメイ ナポリタン ソフトめん」の姉妹品のタラコ味粉末ソース付きのソフトめん。荒尾工場(旧：高森興産)で製造。タカモリブランドで発売。
- アベックラーメン
- 火の国熊本とんこつラーメン
- 熊本もっこすラーメン
- もっこす屋台の熊本ラーメン
- スープ付うどん
- 山芋入りそば
- 半生冷やし中華
- ナポリタン
- 焼きそば
- 焼きうどん
- 太平燕
- 博多ラーメン
- 博多発祥焼ラーメン
- 久留米ラーメン
- つけ麺シリーズ（濃厚魚介醤油、辛みそごま、濃厚魚介豚骨、濃厚トマトたれ）
- ざるラーメンシリーズ（和風しょうゆ、キムチ風味、ゴマだれ、辛みそ、トマトだれ、塩だれ）
- 鍋焼シリーズ（アルミ鍋に入ったLL麺。IHクッキングヒーター対応。うどん、そば、ちゃんぽんが存在）